# Hemofilia C
A hemofilia C, também conhecida como Síndrome de Rosenthal, é decorrente da falta do fator XI, envolvido na via intrínseca da cascata de coagulação. É um tipo de hemofilia que costuma ser leve, mas pode assemelhar-se à hemofilia clássica. Acomete ambos os sexos. É achado frequente entre famílias judaicas descendentes de linhagens de judeus Asquenazi[carece de fontes?].
Difere da hemofilia A e B pois não leva a sangramentos nas articulações. Costuma cursar com sangramentos tardios em pós-operatório. É uma doença de herança autossômica recessiva.